# بارك دونج هيوك
بارك دونج هيوك (18 أبريل 1979 سول كوريا الجنوبية - ) هو لاعب كرة قدم كوري جنوبي، يلعب كمدافع.

## روابط خارجية
- بارك دونج هيوك على موقع الاتحاد الدولي (مؤرشف)  (الإنجليزية)
- بارك دونج هيوك على موقع رابطة كرة القدم اليابانية للمحترفين (اليابانية)
- بارك دونج هيوك على موقع دوري كوريا الجنوبية (الإنجليزية)
- بارك دونج هيوك على موقع قاعدة بيانات كرة القدم.إي يو (الإنجليزية)
- بارك دونج هيوك على موقع ناشيونال فوتبول تيمز (الإنجليزية)
- بارك دونج هيوك على موقع أوليمبيديا (الإنجليزية)